# Емоційний інтелект
Емоці́йний інтеле́кт (EI) (англ. emotional intelligence) — група ментальних здібностей, які беруть участь в усвідомленні та розумінні власних емоцій і емоцій навколишніх людей. 
Особи з високим рівнем емоційного інтелекту добре розуміють свої емоції і почуття інших людей, можуть ефективно керувати своєю емоційною сферою, і тому в суспільстві їхня поведінка більш адаптивна і вони легше досягають своїх цілей у взаємодії з оточенням.[джерело?]

## Виникнення терміна
Вперше поняття емоційного інтелекту зазначив у своїх роботах Майкл Белдок в 60-х роках ХХ ст. Популяризував це поняття Даніель Гоулман у книзі "Емоційний інтелект". Він розглядає вплив емоційного інтелекту на різні сфери життя, включаючи особисті стосунки та побудову кар'єри.  Джон Меєр і Пітер Саловей з 90-х років досліджуючи емоцій стверджували, що емоційний інтелект — це здатність розуміти власні емоції, щоб краще розуміти емоції інших людей.

## Субкомпоненти ЕІ
За теорією Р. Бар-Она, емоційний інтелект визначається як сукупність найрізноманітніших здібностей, які забезпечують можливість успішно діяти в будь-яких ситуаціях. Вчений виділив 5 субкомпонентів, які характеризують структуру емоційного інтелекту:
- саморозуміння (усвідомлення власних емоцій, впевненість у собі, самоповага, самоактуалізація);
- комунікативний потенціал (емпатія, соціальна відповідальність);
- власне адаптаційні здібності (вміння вирішувати проблеми, долати труднощі, емоційна лабільність);
- антистресовий потенціал (стійкість до стресів, самоконтроль);
- загальний настрій (оптимістичність)

## Типологія емоційної компетентності

### Психологічна компетентність
- Самосвідомість: здатність розпізнавати свої емоційні стани, наявність конкретних знань про свої власні почуття, цінності, переваги, можливості та інтуїтивна оцінка або емоційна свідомість.
- Самооцінка: самоповага, впевненість у собі, усвідомлення своїх здібностей, навичок та їх обмежень, можливість випробувати себе, незалежно від суджень інших людей.
- Самоконтроль і саморегуляція: здатність свідомо реагувати на зовнішні подразники та контролювати свої емоційні стани, здатність боротися зі стресом.

### Соціальна компетентність
- Емпатія: здатність відчувати емоційні стани інших людей, розуміння почуттів, потреб і цінностей інших людей, тобто, розуміння інших, чутливість до почуттів інших людей, стосунки, спрямовані на надання допомоги і підтримки іншим людям, здатність відчувати і розуміти соціальні відносини, їх важливість.
- Впевненість у собі: мати і висловлювати власну думку та пряме, відкрите вираження емоцій. При цьому, важливим є вміння виражати емоції так, щоб не порушувати права оточуючих, не зачіпати їх честі та гідності.
- Переконання: здатність індукувати в інших бажану поведінку і реакції, тобто впливати на інших людей, здатність отримувати перевагу у суперечці, пом'якшувати конфлікти тощо.
- Лідерство: можливість створювати бачення людської мотивації і стимулювання її реалізації; здобуття прихильності у групі.
- Співпраця: здатність формувати відносини і взаємодіяти з іншими людьми, працювати з іншими для досягнення спільної мети, здатність виконувати спільні завдання і вирішувати проблеми разом.

### Праксіологічна компетентність
- Мотивація: самомотивація, емоційні тенденції, які призводять до утворення нових цілей і сприяють їх досягненню. Прагнення до досягнення, ініціативи й оптимізму.
- Гнучкість: можливість контролювати свої внутрішні стани, здатність справлятися зі змінами у соціальному середовищі; гнучкість в адаптації до змін у навколишньому середовищі; здатність діяти й ухвалювати рішення в умовах стресу.
- Сумлінність: здатність брати на себе відповідальність за завдання і їх виконання, здатність отримувати задоволення від виконання своїх обов'язків; послідовні дії згідно з прийнятими нормами.

## Співвідношення структури емоційного інтелекту з його функціями
| Група здібностей      | Структурні компоненти емоційного інтелекту | Функції емоційного інтелекту |
| --------------------- | --- | --- |
| Когнітивні здібності  | - сприйняття емоцій (ідентифікація емоцій); - розуміння емоцій (усвідомлення емоцій, їх аналіз та встановлення зв'язків між ними).                                                                        | Інтерпретативна функція – дозволяє людині продуктивно здійснювати розшифровування емоційної інформації (емоційні вирази обличчя, інтонації голосу тощо), що сприятиме накопиченню та систематизації знань, формуванню власного емоційного досвіду. |
| Емоційні здібності    | - управління емоціями (вміння підтримувати позитивний модус емоцій) | Регулятивна функція – сприяє стану емоційної комфортності та забезпечує адекватність зовнішнього вираження емоцій людини. |
| Адаптаційні здібності | - управління емоціями в стресових ситуаціях (самоконтроль, вибір продуктивних подолаючих стратегій поведінки); - самомотивація (здатність викликати та підтримувати емоції, які спонукають до діяльності) | Адаптивна та стресозахисна функції – полягають в актуалізації та стимулюванні психічних резервів людини в ускладнених життєвих ситуаціях. |
| Соціальні здібності   | - соціальна емпатія (здатність до співпереживання емоційного стану іншої людини); - управління чужими емоціями (вміння впливати на емоційні стани інших)                                                  | Активізуюча функція – забезпечує гнучку спроможність до конгруентності у спілкуванні. |

## Біологічні передумови ЕІ
Емоційний інтелект (ЕІ) має глибокі біологічні корені, пов’язані з роботою мозку. Лімбічна система, або «емоційний мозок», відповідає за інстинкти, імпульси та інтуїцію. Вона першою реагує на стимули, генеруючи миттєві емоції. Лише після цього підключається префронтальна кора головного мозку — раціональний центр, який аналізує сенсорну інформацію, планує дії та фільтрує реакції.
Ця система була ключовою для виживання наших предків. Швидкий патерн «відчуй — відреагуй — подумай» рятував їх у небезпечних ситуаціях, коли роздуми могли призвести до загибелі. Незважаючи на еволюцію, наш мозок залишається налаштованим на швидкі емоційні реакції, створюючи мільярди нейронних зв’язків і хімічних реакцій, які ми сприймаємо як емоції.
Емоційний інтелект є містком між емоційною та раціональною частинами мозку. Нехтування розвитком ЕІ, зосереджуючись лише на інтелектуальних здібностях, схоже на спробу зазирнути через замкову щілину, коли двері повністю відчинені.
Рівень ЕІ батьків
Дослідження підтверджують, що рівень емоційного інтелекту батьків впливає на розвиток ЕІ у дітей. Діти, чиї батьки демонструють високий рівень ЕІ, краще опановують управління власними емоціями. Додатковим фактором є рівень доходу сім’ї, що також сприяє кращим показникам ЕІ. Д. Гоулман підкреслює, що успіхи в кар’єрі та матеріальному становищі нерідко пов’язані саме з високим емоційним інтелектом.
Правопівкульний тип мислення
Права півкуля мозку, яка відповідає за творчість, інтуїцію та цілісне сприйняття, відіграє важливу роль у розпізнаванні емоцій. Люди з розвиненою правою півкулею краще сприймають емоційні сигнали, такі як інтонація голосу, що є ознакою високого рівня невербального інтелекту. Домінування правої півкулі сприяє підвищеній емоційній сприйнятливості, яка є основою для адаптації емоційної поведінки до зовнішніх обставин.
Розвиток ЕІ у дітей
Дитяча емоційна поведінка керується лімбічною системою: імпульс породжує бажання і негайну реакцію. Це пояснює прагнення дітей до миттєвого задоволення та їхню схильність до емоційних спалахів. Така поведінка відповідає віковим нормам розвитку.
Зріла префронтальна кора, яка відповідає за аналіз, контроль та прогнозування, формується лише до 25 років. Тому дорослі мають фізичну здатність управляти своїми емоціями, але далеко не завжди навчені цього. Для розвитку ЕІ важливо розпочати роботу ще в дитячому віці, формуючи здатність до самоконтролю, а згодом — до емпатії, соціальної свідомості та міжособистісних навичок.
Темперамент і ЕІ
Темперамент також відіграє важливу роль у формуванні ЕІ. Наприклад, екстраверти, які більше спрямовані на зовнішній світ, легше формують адекватні емоційні відповіді на дії та почуття інших. Це робить їх більш сприйнятливими до емоційних сигналів оточення, що є важливим елементом емоційного інтелекту.

## Вимірювання ЕІ
Найбільш розроблена і складна методика — MSCEIT (Mayer-Salovey-Caruso Emotional Intelligence Test). Кожне з завдань тесту подає розвиток одного з чотирьох компонентів:
- Точність оцінки і вираження емоцій. Це здатність визначати емоції за фізичним станом і думками, за зовнішнім виглядом та поведінкою. Крім того, вона включає в себе і здатність точно виражати свої емоції та потреби, пов'язані з іншими людьми.
- Використання емоцій у розумовій діяльності. Це розуміння того, як можна думати більш ефективно, використовуючи емоції. Керуючи емоцією, людина здатна змінювати й своє сприйняття, бачити світ під різними кутами і більш ефективно вирішувати проблеми.
- Розуміння емоцій. Це вміння визначати джерело емоцій, класифікувати емоції, розпізнавати зв'язки між словами і емоціями, інтерпретувати значення емоцій, що стосуються взаємовідносин, розуміти складні (амбівалентні) почуття, усвідомлювати переходи від однієї емоції до іншої і можливий подальший розвиток емоції.
- Управління емоціями. Це вміння використовувати інформацію, яку надають емоції, викликати емоції або абстрагуватися від них в залежності від їх інформативності або користі; керувати своїми і чужими емоціями

До кожного завдання подається декілька варіантів відповіді, досліджуваний повинен обрати найбільш близький йому. Підрахунок балів можна проводити декількома способами — ґрунтуючись на консенсусі (бал за окремий варіант відповіді співвідноситься з відсотком репрезентативної вибірки, що вибрала той же варіант) або на експертних оцінках (бал співвідноситься з часткою відносно невеликої вибірки експертів, що вибрали ту ж відповідь).

## Історія вивчення
Найбільш ранні коріння досліджень емоційного інтелекту можна простежити в роботі Чарльза Дарвіна, який зазначав важливість емоційного вираження для виживання, а також для адаптації. У 1900-х роках, хоча традиційні визначення інтелекту робили наголошення на таких когнітивних аспектах, як пам'ять і вирішення проблем, ряд впливових дослідників в галузі дослідження інтелекту почали визнавати важливість не когнітивних аспектів. Так в 1920 році, Е. Л. Торндайк ввів у свою роботу термін «соціальний інтелект», щоб описати навички розуміння та управління іншими людьми. У 1940 році Девід Векслер описав вплив не розумових факторів на інтелектуальну поведінку. Він стверджував, що моделі інтелекту, що розглядаються наукою, не будуть повними, поки ми не зможемо адекватно описати вищезгадані фактори. У 1983 році Говард Гарднер в роботі «Рамки розуму: теорія множинного інтелекту» (Frames of Mind: The Theory of Multiple Intelligences) ввів ідею про множинні інтелекти, окремо розглядаючи міжособистісний інтелект (здатність розуміти наміри, мотиви і бажання інших людей) і внутрішньо особистісний інтелект (здатність зрозуміти себе, оцінити свої почуття, страхи і мотиви). На думку Гарднера, традиційні показники інтелекту, такі як IQ, не в змозі повністю пояснити когнітивні здібності та особливості людини.
Концепція емоційного інтелекту (ЕІ) як такого з'явилася в психологічній науці в кінці XX століття. Її засновниками стали американські психологи Д.Карузо, П.Саловей і Дж. Майер, які розглядали емоційний інтелект як сукупність ментальних здібностей до розуміння власних емоцій і емоцій інших людей. Подальше поширення і популяризація цієї ідеї відбулися завдяки книзі Деніела Гоулмана «Емоційний інтелект: Чому він може бути важливішим за IQ», яка привернула увагу до практичного значення ЕІ в житті.
Гоулман виділив п'ять основних компонентів емоційного інтелекту:
1. Самопізнання – здатність розуміти власні емоції.
2. Саморегуляція – вміння контролювати свої емоції.
3. Мотивація – внутрішнє прагнення досягати цілей.
4. Емпатія – розуміння емоцій інших людей.
5. Соціальні навички – вміння ефективно взаємодіяти з іншими.

Існують різні підходи до розуміння та вимірювання ЕІ, які об’єднуються у три моделі:
1. Модель здібностей: Д. Майер, П. Саловей і Д. Карузо розглядають ЕІ як набір когнітивних навичок, пов'язаних зі здатністю сприймати, розуміти і управляти емоціями.
2. Модель рис: орієнтована на особистісні риси та самосприйняття, згідно з якими емоційні здібності є частиною індивідуальної структури особистості.
3. Змішана модель: розроблена Гоулманом, поєднує когнітивні навички та риси особистості. Гоулман стверджує, що кожна людина має вроджений рівень емоційного інтелекту, який можна розвивати.

Усі ці теорії базуються на наукових даних із нейронауки, психології та біохімії, доводячи, що емоційний інтелект є вагомим фактором успішного функціонування особистості.
На думку М. О. Журавльової, у вітчизняній психології необхідність появи терміна «емоційний інтелект» була обумовлена розвитком досліджень у сфері емоцій і інтелекту, вивченням зв'язку ментального і афективного в структурі психічної діяльності, а також дослідженням емоційних здібностей. Так, в сучасній психологічній теорії та практиці широко вивчені такі особливості емоційної сфери особистості як емпатія, вразливість, емоційність і емоційна стійкість.

## Критика
Емоційний інтелект часто підноситься як абсолютний ключ до успіху у всіх сферах життя: у школі, на роботі, у взаєминах. Однак, на думку Дж. Мейєра, EI, можливо, є причиною всього лише 1-10 % (згідно з іншими даними — 2-25 %) найважливіших життєвих патернів і результатів. Єдина позиція, по якій популярна і наукова концепції емоційного інтелекту дійшли згоди, полягає в тому, що емоційний інтелект розширює уявлення про те, що означає бути розумним.